# Brian Baker
Brian Baker (nacido el 25 de febrero de 1965) es un músico de punk procedente de Míchigan, Estados Unidos. Es el guitarrista líder de Bad Religion desde 1994, y bajista de bandas como Minor Threat y Dag Nasty.

## Biografía
La prestigiosa carrera de Baker en el mundo de la música, punk sobre todo, comienza en 1980, cuando los jóvenes Ian MacKaye y Jeff Nelson (fundadores también del sello Dischord) forman la histórica banda Minor Threat junto a Baker y el guitarrista Lyle Preslar. En 1982 entra en la banda el bajista Steve Hansgen, lo cual provoca que Baker se cambie a la guitarra, donde estaría apenas un par de años. Tras la disolución de la banda, Glenn Danzig se pone en contacto con Baker y Preslar para formar una banda de horror punk llamada Samhain, aunque Baker sólo llegó a tocar en ensayos de la banda, sin embargo es considerado por la banda miembro permanente. Preslar, en cambio, si tuvo una participación activa grabando varios discos. 
En 1985 funda la banda de hardcore Dag Nasty, donde tocó hasta 2002, fecha en que la banda decidió reunirse tras una ruptura y grabar un disco de despedida, Minority of One. Paralelamente entra a formar parte de la banda de Hard Rock / Glam metal Junkyard en 1987 (bastante influenciados por Guns & Roses) donde militó en la guitarra hasta 1992 . Baker ingresó en 1994 en Bad Religion, para suplir la marcha de Mr. Brett y hoy en día es uno de los 3 guitarristas que tiene la banda californiana, con quien ha grabado ya 7 álbumes de estudio hasta la fecha.
También en 1994 recibió una oferta para tocar con R.E.M., pero la rechazó.
Con motivo del lanzamiento del nuevo álbum de Bad Religion, New Maps of Hell, Baker concedió una entrevista a un portal web hispanoamericano en el que aseguró que, en los 25 años de carrera de la banda, "el sonido de Bad Religion sigue siendo únicamente de Bad Religion sólo que, ponemos menos ruido con las guitarras… bah, un poco… (risas). Cuando comenzamos, todos en la banda éramos adolescentes y a medida que crecimos, maduramos y fuimos aprendiendo música de otros lugares del mundo y ahora intentamos compartirla. En eso quizá sí vea un cambio".

## Curiosidades
- Brian es amigo íntimo de los guitarristas de Guns N' Roses, Izzy Stradlin y Gilby Clarke, y en 2000 recibió una llamada de Axl Rose para ofrecerle un puesto en la vuelta de la legendaria banda. Sin embargo, Baker rechazó la oferta amablemente.